# Fermium-255
Fermium-255 of 255Fm is een onstabiele radioactieve isotoop van fermium, een actinide en transuraan element. De isotoop komt van nature niet op Aarde voor.
Fermium-255 kan ontstaan door radioactief verval van einsteinium-255, mendelevium-255 en nobelium-259.
{\displaystyle {\ce {{^{255}_{98}Cf}->{^{255}_{99}Es}+{e^{-}}+{\bar {\nu }}_{e}}}}
{\displaystyle {\ce {{^{255}_{99}Es}->{^{255}_{100}Fm}+{e^{-}}+{\bar {\nu }}_{e}}}}
{\displaystyle {\ce {{^{255}_{101}Md}->{^{255}_{100}Fm}+{e^{+}}+{\nu }_{e}}}}
{\displaystyle {\ce {{^{259}_{102}No}->{^{255}_{100}Fm}+\,_{2}^{4}\alpha }}}
Fermium werd in 1952 ontdekt door een team onder leiding van Albert Ghiorso. Zij ontdekten het metaal in de fall-out die overgebleven was na de eerste test met een waterstofbom (Operation Ivy). Door de intense hitte en druk van de explosie was de isotoop fermium-255 ontstaan na het fuseren van een uraniumkern en 17 neutronen. Deze ontdekking werd in verband met de Koude Oorlog geheimgehouden tot 1955.

## Radioactief verval
Fermium-255 vervalt vrijwel volledig via alfaverval tot de radio-isotoop californium-251:
{\displaystyle {\ce {{^{255}_{100}Fm}->{^{251}_{98}Cf}+\,_{2}^{4}\alpha }}}
De halveringstijd bedraagt 20 uur.
241Fm · 242Fm · 243Fm · 244Fm · 245Fm · 246Fm · 247Fm · 248Fm · 249Fm · 250Fm · 250mFm · 251Fm · 251mFm · 252Fm · 253Fm · 254Fm · 255Fm · 256Fm · 257Fm · 258Fm · 259Fm · 260Fm